# Aurela Gaçe
Aurela Gaçe (Llakatundi, 1974. október 16.) albán énekesnő.
Aurela négyévesen kezdett el énekelni, már ekkor több díjat nyert különféle fesztiválokon. Aurela a tiranai Művészeti Akadémián végzett dráma szakon. Az énekesnő 2002-ben költözött az Egyesült Államokba, ahol jelenleg is él és nagy népszerűségnek örvend az ottani albán közösségben. Zenei stílusára főként a népzene és a popzene jellemző.
Háromszor vett részt az albán zenei fesztiválon, a Festivali i Këngësön, és mindhárom alkalommal megnyerte. 1999-ben S'jam tribu, 2001-ben Jetoj, 2010-ben Kënga ime (Érezd a szenvedélyt) volt győztes dalának címe. A fesztivál 2003 óta egyben az albán eurovíziós nemzeti döntő is, így a 2010. december 25-én szerzett első helyével az Eurovíziós Dalfesztiválon való részvétel jogát is elnyerte.
A dalt, az előző évek tendenciájára alapozva, angolra fordították a kor igényeinek megfelelően, melynek a címe "Feel the Passion" (Érezd a szenvedélyt) lett, és így a 2011-es Eurovíziós Dalfesztiválon, Düsseldorfban is ezt fogja előadni, az első elődöntőben, fellépési sorrendben harmadikként.

## Kislemezek
- 2007 - Hape Veten (A Kenga Magjike 2007 győztes dala)
- 2009 - Mu thane syte
- 2009 - Jehonë (A West Side Family-vel)
- 2009 - Bosh
- 2010 - Origjinale (Dr. Florival és Marsel-lel)

## Fordítás
- Ez a szócikk részben vagy egészben  az   Aurela Gaçe című angol Wikipédia-szócikk fordításán alapul.  Az eredeti cikk szerkesztőit annak laptörténete sorolja fel. Ez a jelzés csupán a megfogalmazás eredetét és a szerzői jogokat jelzi, nem szolgál a cikkben szereplő információk forrásmegjelöléseként.